# ملعب متروبوليتانو دي فتبول دي لارا
ملعب متروبوليتانو دي فتبول دي لارا (بالإسبانية:Metropolitano de Fútbol de Lara), هو أحد ملاعب كرة القدم في فنزويلا يقع في مدينة باركويسيمتو, يتسع لـ 38000 متفرج، وهو أحد الملاعب التسعة التي تقام عليها بطولة كوبا أمريكا 2007.